# Antoine Groignard
Antoine Groignard, né à Solliès-Pont le 4 février 1727 et mort à Paris le 26 juillet 1799, est un constructeur de vaisseaux français et un inspecteur général de la marine en 1782.

## Biographie

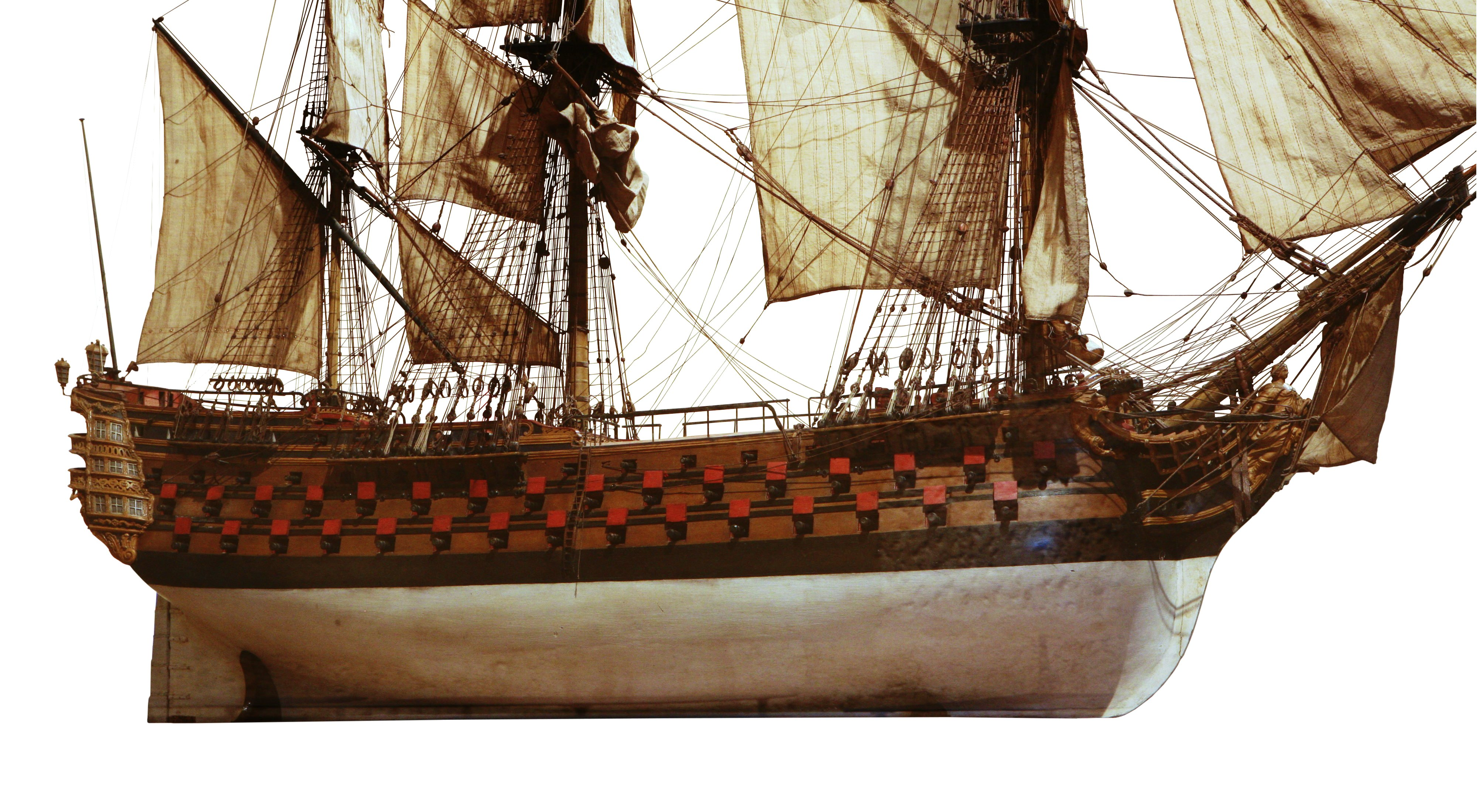
La, l'un des vaisseaux construit par Antoine Groignard lors de sa carrière.

Formé à l’École des ingénieurs-constructeurs des vaisseaux royaux créée par Duhamel du Monceau en 1765, il fut responsable au cours de sa carrière de la construction de 39 vaisseaux, 18 frégates et plus de 280 petits bâtiments. 
Attaché au service de la compagnie des Indes, il mit au point pour elle des bâtiments propres à la fois au combat et au commerce. Pendant la guerre de Sept Ans, il assura brillamment la défense du Havre lors d'une attaque anglaise grâce à des batteries flottantes (1759). Cette même année, il partagea avec Euler un prix de l'académie des Sciences pour un mémoire sur la solidité des vaisseaux. Ingénieur-constructeur en chef en 1765, il remporta un prix de l'Académie de marine avec un mémoire sur l'arrivage des vaisseaux. Il devient membre de cette académie en 1769. En 1766, dans le cadre du don des vaisseaux, il construisit la Bretagne, l'un des deux vaisseaux à trois-ponts lancés à la fin du règne de Louis XV.
Admis au conseil de tous les secrétaires d'État à la Marine, il fut nommé chevalier de Saint-Louis en 1780 et anobli l'année suivante. En 1796, il assure la remise en état du port de Toulon et obtient du général Bonaparte une aide importante, qui facilite l'organisation de campagne d'Égypte.
Des papiers personnels d'Antoine Groignard sont conservés aux Archives nationales, sur le site de Pierrefitte-sur-Seine, sous la cote 41AP : Inventaire du fonds 41AP.

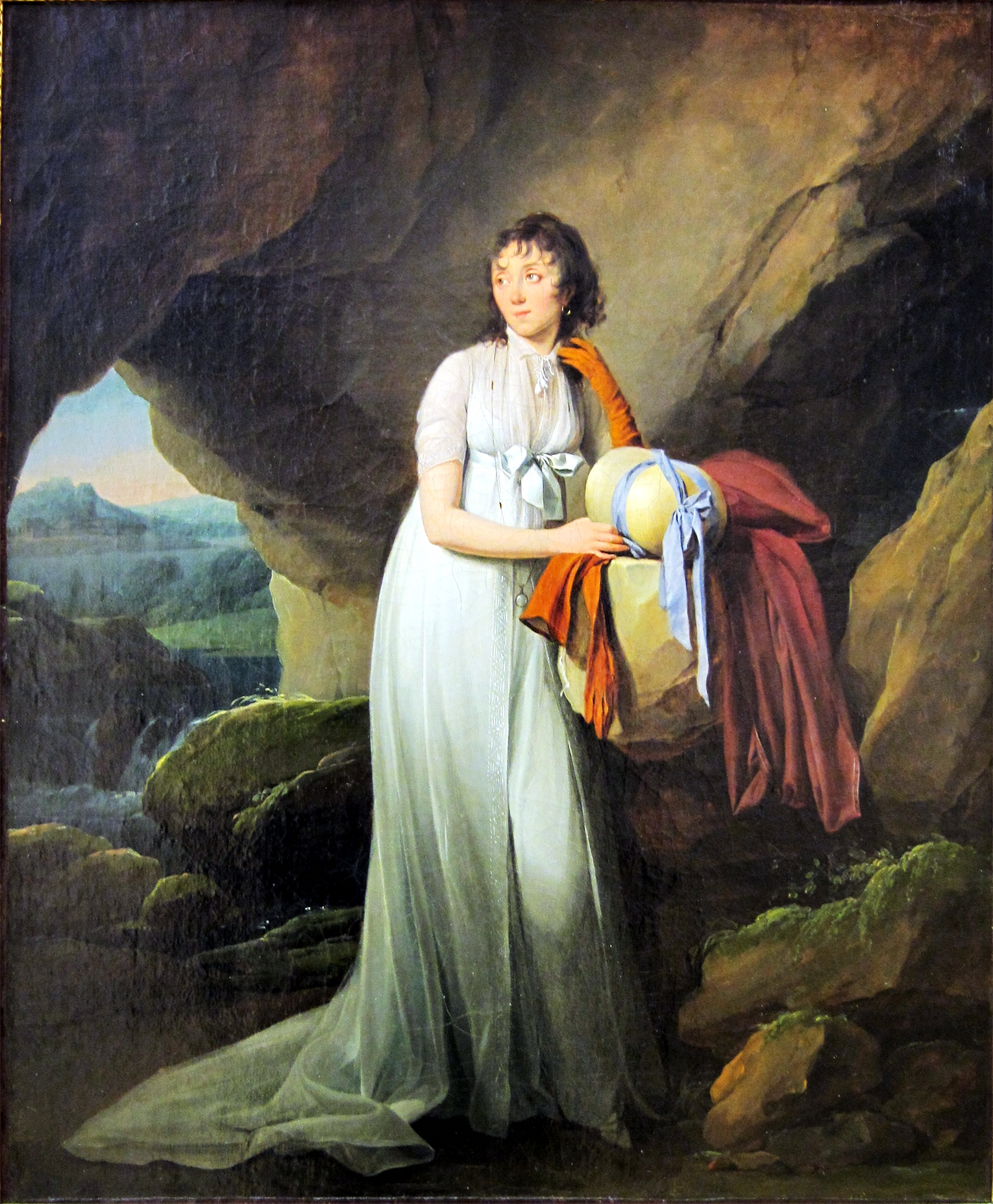
Élisabeth-Catherine

Il a eu une fille, Élisabeth-Catherine, qui a épousée Claude Godard d'Aucourt de Saint-Just le 30 juillet 1786.